# Mário Olivetti
Mário Olivetti  (Petrópolis, 15 de janeiro de 1929 — Petrópolis, 11 de junho 2022) foi um automobilista brasileiro. Foi tricampeão carioca e campeão brasileiro de marcas na década de 1970.

## Biografia
Filho de pais analfabetos, ainda na infância o pai de Mário Olivetti desejava que seu filho tornasse açougueiro quando crescesse. Todavia, aos oito anos de idade, Mário decidiu que seria um piloto de corridas. Por necessidade, começou a trabalhar cedo, aos 13 anos de idade em um banco, ao mesmo tempo em que estudava contabilidade; uma vez formado passou a atuar nesta área profissional.
Em 1956, retornou para a cidade de Petrópolis e começou a competir em corridas automobilísticas. Em outubro deste ano Mário começou sua carreira automobilística com um carro Citroën Traction Avant numa prova de regularidade entre as cidades de Niterói e Cabo Frio, usando como circuito a Rodovia Amaral Peixoto. Iniciada na localidade de Tribobó, durante tal corrida chegaria a ficar em segundo lugar, mas não concluiria a prova pois no Km 36 abandonaria a competição devido ao seu carro perder desempenho.

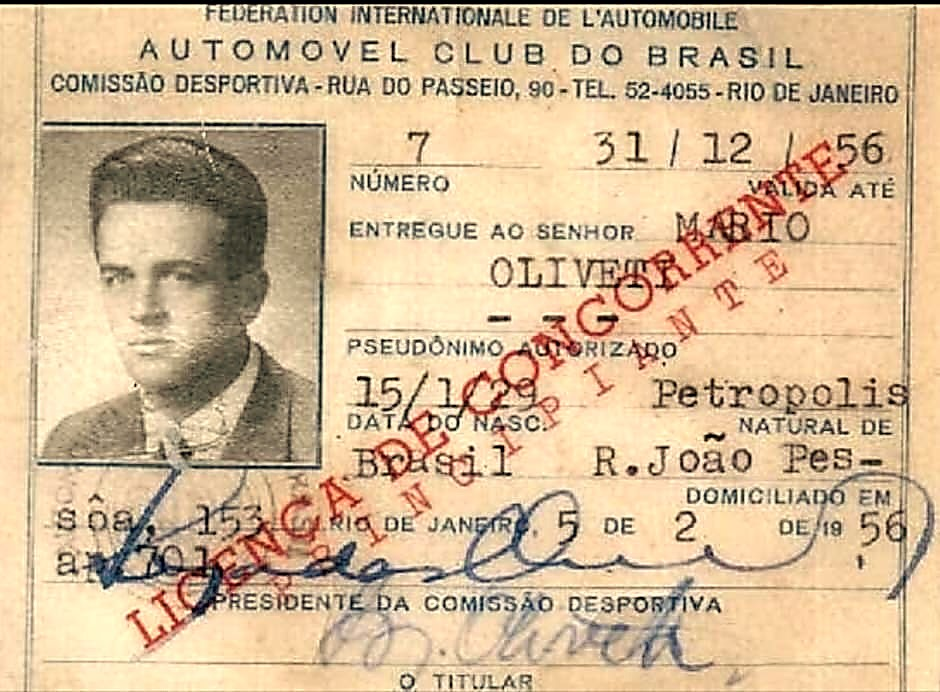
Carteira de piloto de corridas de Mário Olivetti, expedida pelo Automóvel Clube do Brasil, em 1956.

Retornou e reparou seu carro fazendo modificações em Petrópolis e, usando o mesmo veículo Citroën, Mário Olivetti obtém seu primeiro sucesso um mês depois, em novembro de 1956, ao participar na cidade de Volta Redonda do I Circuito de Volta Redonda, patrocinada pelo jornal Diario da Noite e dirigida pelo Automóvel Clube do Brasil. Nesta corrida Olivetti vence na sua categoria e obtêm o segundo lugar na colocação geral. No mesmo mês, em Petrópolis, na cidade onde nasceu, obtêm o segundo lugar no V Circuito de Petrópolis em uma corrida que reuniu renomados competidores nacionais.
Já em 1957, entre julho e setembro, participou da corrida Rio-Caxambú, num trajeto de resistência entre as cidades do Rio de Janeiro e Caxambu, em Minas Gerais; e, também, do I Circuito de Adrianópolis, em Adrianópolis, então área rural no município de Nova Iguaçu. Em ambas competições ficou em segundo lugar e usou um carro Citroen #77.
Ainda em 1957, no mês de novembro, Mário Olivetti ainda usaria um Ford, preparando e participando da II Mil Milhas Brasileiras - prova de grande projeção nacional e internacional. Mas depois de algumas voltas teve problemas de aceleração e abandonou a corrida, conseguindo apenas uma 19ª colocação nesta prova realizada no autódromo Interlagos.
Já em março de 1958 compete no VI Circuito Automobilístico Cidade de Petrópolis, com um grid de mais de 30 carros, consegue se manter na primeira colocação até que, com problemas mecânicos, perde a posição nos últimos instantes da volta final.  Ainda em 1958, em novembro passa a pilotar uma Ferrari, com a qual obtém o quarto lugar no Grande Prêmio Cidade do Rio de Janeiro.
Sua primeira vitória no automobilismo nacional veio no ano seguinte, em janeiro de 1959, no II Circuito da Barra da Tijuca, na cidade do Rio de Janeiro, na qual competiram pilotos de diferentes países. Nesta competição Olivetti usou o mesmo carro Citroen #77 de corridas anteriores.
Em 1960, usou um Fusca, com o qual obteve a segunda colocação em duas competições realizadas no mês de outubro: Festival da Guanabara e o Circuito da Barra da Tijuca. Posteriormente passaria a usar somente carros de marcas italianas, e que seriam sua referência. Usando agora um FNM JK, em novembro participa da V Mil Milhas Brasileiras, obtendo um quinto lugar. Já em 2 de junho de 1961 participa da II 24 Horas de Interlagos, classifica-se em quarto lugar, mas a prova de resistência acaba por inutilizar o carro para próximas competições.
Usaria uma DKW-Vemag Vemaguet na I Cem Milhas da Guanabara, saindo na liderança até surgir um defeito no carro; sua perícia ao volante o faz conseguir um quarto lugar.
Além destas outras provas, Olivetti recebeu o troféu pela prova de 1500 km de Interlagos, ao lado do copiloto Antônio Carlos Avallone.
Olivetti criaria o carro conhecido como Protótipo Tanto Faz, que foi adaptado junto com Renato Peixoto "Peixotinho", também conhecido como “Martelinho de Ouro”. O nome "Tanto faz" do carro surgiu ao acaso, depois de várias rodadas durante o teste, ao perceberem que o protótipo ainda não tinha nome, afirmaram que  “tanto faz, estamos em teste”. O “Tanto Faz” era um FNM JK batido e encurtado; 350 kg mais leve que o original e muito veloz, já que conservava as características mecânicas com a unidade 2 litros do modelo de série.
Em 1961, com o protótipo "Tanto Faz", na competição das Mil Milhas Brasileiras, Olivetti subiria ao pódio ao obter o 3º lugar, formando dupla com Aílton Varanda, seu co-piloto. Ele terminou seis voltas atrás da Carretera dos campeões da prova, os gaúchos Ítalo Bertão e Orlando Menegaz e de Christian “Bino” Heins/Chico Landi, que dividiram um carro FNM JK – este, original.
Em 1966, no 2º GP 1000 km de Brasília, novamente subiria ao pódio ao conseguir o 2º lugar; tendo o carioca Carlos Bravo como seu co-piloto.
Em 1970, Olivetti pilotou um Porsche 910, da equipe Speed Motors, na edição da Mil Milhas Brasileiras neste ano; tendo José Moraes como seu co-piloto. Na corrida realizada em dia chuvoso, a dupla chegou em 2º lugar, perdendo por três voltas para os irmãos Abílio e Alcides Diniz, que guiaram uma Alfa Romeo GTAm, da equipe Jolly-Gancia.
Nos anos 1970 inaugurou uma concessionária de sua propriedade e franquia da Alfa Romeo, em Petrópolis, na Rua do Imperador; cujo símbolo da marca era um "quadrifoglio" (o quadrifoglio era a marca utilizada pela montadora italiana Alfa Romeo para indicar um modelo de alto desempenho).
Olivetti competiu por várias vezes, inclusive nos antigos Autódromo de Jacarepaguá e no Circuito de Rua de Petrópolis. Como piloto, Mário Olivetti, foi um empreendedor automobilístico e considerado um “piloto independente” por ter sua própria equipe, no meio das outras grandes equipes que recebiam apoio das fábricas e montadoras. Olivetti, além dos modelos GTA, que conduziu protótipos - muitos dos quais produzidos por ele e sua equipe.
Olivetti era morador do bairro do Bingen em Petrópolis, perto do galpão do seu mecânico Renato Peixotinho.
Em Petrópolis, Olivetti estava internado no Hospital Santa Teresa desde maio de 2020, quando foi hospitalizado devido a uma fratura no fêmur. Passou por procedimentos cirúrgicos, ficou na UTI, e chegou a ir para o quarto de enfermaria mas não resistiu. Ao falecer, Mário Olivetti deixou cinco filhos, sete netos e um bisneto.